# Eupithecia grata
Eupithecia grata är en fjärilsart som beskrevs av Taylor 1910. Eupithecia grata ingår i släktet Eupithecia och familjen mätare. Inga underarter finns listade i Catalogue of Life.